# Eleutherodactylus heterodactylus
Eleutherodactylus heterodactylus là một loài ếch trong họ Leptodactylidae.
Nó được tìm thấy ở Brasil và có thể cả Bolivia.
Các môi trường sống tự nhiên của chúng là đồng cỏ nhiệt đới hoặc cận nhiệt đới vùng ngập nước hoặc lụt theo mùa và hồ nước ngọt có nước theo mùa.